# Platymetopius undata
Platymetopius undata är en insektsart som beskrevs av De Geer 1773. Platymetopius undata ingår i släktet Platymetopius och familjen dvärgstritar. Inga underarter finns listade i Catalogue of Life.